# Саркисян, Фадей Тачатович
Фадей Тачатович Саркисян (арм. Ֆադեյ Տաճատի Սարգսյան; 18 сентября 1923, Ереван — 10 января 2010, Ереван) — советский и армянский учёный, государственный деятель.

## Образование
- 1940—1942 — учился в Ереванском политехническом институте[3].
- 1942—1946 — с отличием окончил радиофакультет Ленинградской Военной электротехнической академии связи имени С. М. Буденного, где получил диплом инженера–электрика по специальности “Радиолокация”[4]. Первоначально он окончил краткосрочные курсы по подготовке связистов для фронта.  В июле 1943 г. Саркисян получил звание младшего лейтенанта и, вместе с другими курсантами участвовал в боевых действиях в радиороте при 573–м отдельном батальоне связи 36–го стрелкового корпуса. В августе курсанты были возвращены в академию и продолжили учёбу[4]. После прорыва блокады Ленинграда курсанты академии участвовали в восстановительных работах, в том числе работали на восстановлении Эрмитажа[4]. Во время обучения в академии Саркисяну была присуждена Сталинская стипендия. После выпуска его имя, как выпускника-отличника было начертано золотыми буквами на стене академии[4].

## Трудовая и общественная деятельность
- 1946—1958[4] — являлся сотрудником Научно-технического комитета Главного ракетно-артиллерийского управления Министерства обороны СССР, участвуя в разработке систем радиолокации[2][3]. Последовательно занимал должности  старшего инженера, зам. начальника управления, начальника отдела[4].
- В 1952 г. был командирован в Китайскую Народную Республику и принял участие в Корейской войне в качестве военного советника[4].
- После возвращения в 1953 году продолжил работу в ГРАУ в качестве представителя военной приёмки (военпреда). С марта 1958 г. по октябрь 1959 г - в Свердловске, с октября 1959 г. по февраль 1963 г. - в Ереване в ЕрНИИММ[4].
- В 1963 году был переведён в Министерство Радиопромышленности СССР, в феврале был назначен главным инженером ЕрНИИММ, с августа[4] 1963—1977 — работал директором Ереванского научно-исследовательского института математических машин[2], главным конструктором специальных больших автоматизированных систем управления.
- В 1969 Саркисяну было присвоено звание генерал-майора[2].
- 1971 — член-корреспондент АН Армянской ССР[2].
- 1975 — доктор технических наук[2].
- 1977 — академик АН Армянской ССР[2].
- 1977 — был назначен Председателем Совета Министров Армянской ССР[2].
- 1988—1989 — руководитель штаба по преодолению последствий разрушительного Спитакского землетрясения.
- 1989—1993 — переходит в Отделение физико-технических наук и информатики Академии наук Армении, в 1990ом избран академиком -секретарем отделения[2].
- май[4] 1993 — избран президентом Национальной академии наук Армении (НАН Армении)[2].
- 1995—1999 — был избран депутатом Национального собрания Армении.
- 1999 — повторно избран депутатом Национального собрания Армении.
- 2006 — в апреле подал в отставку с поста Президента НАН Армении.

Впоследствии оставался в должности советника президента Армении.
Делегат 23, 25, 26 и 27 съездов КПСС, член ЦК КП Армении, член бюро ЦК, кандидатом в члены ЦК КПСС, депутат Верховного Совета Армянской ССР 7–11 созывов, депутатом Верховного Совета СССР 10–11 созывов. Член КПСС с 1946 года.
Член Центральной ревизионной комиссии КПСС (1981—1986). Кандидат в члены ЦК КПСС (1986—1989).
Почётный Президент Армянского филиала РАЕН, почётный член Международной инженерной академии.

## Другие данные
- Автор и соавтор более 200 научных статей, сообщений, докладов в области радиолокации и радиоэлектроники, вычислительной техники, систем управления, организации производства, опубликованных преимущественно в закрытых изданиях СССР.

## Звания
- 1991 — почетный член Армянской философской академии.
- 1993 — член Международной ассоциации академий наук.
- 1993 — член Генеральной ассамблеи Международной ассоциации научных союзов.
- 1994 — почетный член Международной инженерной Академии.
- 1994 — почетный член Международной академии «Арарат» в Париже.
- 1995 — член Португальской академии истории.
- 1995 — член Генеральной ассамблеи Международной ассоциации научных союзов.
- 2002 — почётный гражданин Еревана.
- 2003 — иностранный член РАН и Национальной академии наук Грузии[4].

Воинское звание — генерал-майор (1969).

## Ордена и медали
- 1952 — медаль «За боевые заслуги».
- 1965, 1976, 1986 — награждён тремя орденами Трудового Красного Знамени.
- 1971 — орден Октябрьской Революции.
- 1981 — награждён орденом Ленина
- Награждён рядом медалей СССР и зарубежных стран[6].
- Награждён Орденом Святого Месропа Маштоца[4]
- «Золотой крест» Союза армян России — за выдающиеся достижения в области науки, связанной с изучением историко-политического и международно-правовых аспектов признания и ликвидации последствий геноцида армян[7]

## Премии
- 1971 — лауреат Государственной премии СССР в составе коллектива
- 1981 — лауреат Государственной премии СССР в составе коллектива
- 1986 — лауреат Государственной премии Украинской ССР в составе коллектива

## Семья
- Отец — Саркисян Тачат Азизович (1889 г.р)
- Мать — Саркисян Маня Татевосовна (1899 г.р)
- Старший брат —  Георгий Тачатович Саркисян, участвовал в Великой Отечественной войне в составе отдела контрразведки 13–й воздушной армии Ленинградского фронта. Погиб  9 октября 1944 г. в боях за освобождение Таллина при исполнении ответственного боевого задания. Посмертно награжден орденом Отечественной войны 2–й степени[4].
- Супруга — Саркисян Тагуи Рубеновна (1928 г.р)
- Дочь — Саркисян Тамара Фадеевна (1951 г.р)